# Чуржик, Ян
Ян Чу́ржик (чеш. Jan Čuřík; 1 ноября 1924, Прага — 4 декабря 1996, там же) — чешский кинооператор, сценарист и кинорежиссёр.

## Биография
В 1948 году становится оператором киностудии Чехословацкого армейского фильма. С 1955 года начинает работать на «Barrandov Studios», где снимал игровые ленты. Работал с такими режиссёрами как: Франтишек Влачил, Збынек Бриних, Вера Хитилова, Яромил Йиреш, Карел Кахиня и другими.

## Избранная фильмография

### Оператор
- 1948 — Поезд 101 /  (к/м)
- 1951 — Это слышит враг / Slyší tě nepřítel (к/м)
- 1951 — Смотр /
- 1952 — Они не пройдут / Neprojdou (к/м)
- 1952 — Победный поход /
- 1953 — Воспоминание / Vzpomínka (к/м)
- 1954 — Голубой день /  (к/м)
- 1955 — Танковая бригада / Tanková brigáda
- 1955 — Спартакиада / Spartakiáda
- 1956 — Дни молодости / Mladé dny
- 1956 — Письмо с фронта / Dopis z fronty (к/м)
- 1956 — Станция в горах / Posádka na štítě (к/м)
- 1957 — Нерешительный стрелок / Váhavý střelec
- 1957 — Жижковский романс / Žižkovská romance
- 1959 — Пять из миллиона / Pět z miliónu
- 1959 — Вход воспрещен / Vstup zakázán
- 1960 — Белая голубка / Holubice
- 1961 — Операция «Гляйвиц» / Der Fall Gleiwitz
- 1961 — Пятый отдел / Páté oddělení
- 1961 — Каждый грош хорош / Každá koruna dobrá
- 1962 — Не прячьтесь от дождя / Neschovávejte se, když prší
- 1963 — Транспорт из рая / Transport z raje (в советском прокате «Эшелон из рая»)
- 1963 — Персонаж, нуждающийся в поддержке (Кариатида, Йозеф Килиан) / Postava k podpírání (к/м)
- 1963 — О чём-то ином / O něčem jiném
- 1963 — Место в толпе / Místo v houfu
- 1964 — Отвага на каждый день / Každý den odvahu
- 1965 — Блуждание / Bloudění
- 1967 — Тихий бег / Der sanfte Lauf
- 1967 — Пять девушек на шее / Pět holek na krku
- 1968 — Маленький летний роман / Malé letní blues
- 1968 — Правосудие для Сельвина / Spravedlnost pro Selvina (ТВ)
- 1968 — Шутка / Žert
- 1970 — Валерия и неделя чудес / Valerie a týden divů
- 1972 — …и передайте привет ласточкам / ...a pozdravuj vlaštovky
- 1973 — Влюблённые в году первом / Milenci v roce jedna (в советском прокате «Весна грустной любви»)
- 1974 — Люди из метро / Lidé z metra
- 1975 — Катержина и её дети / Kateřina a její děti
- 1975 — Покушение в Сараево/ Sarajevský atentát
- 1976 — Остров серебряных цапель / Die Insel der Silberreiher
- 1977 — Летающие тарелки над Большим Маликовом / Talíře nad Velkým Malíkovem
- 1978 — В ожидании дождя / Čekání na déšť
- 1979 — Любовь между каплями дождя / Lásky mezi kapkami deště
- 1979 — Золотые угри / Zlatí úhoři (ТВ)
- 1980 — Встреча в июле / Setkání v červenci
- 1981 — Внимание, обход! / Pozor, vizita!
- 1981 — Посчитать овечек / Počítání oveček (ТВ)
- 1983 — Фанди, о, Фанди! / Fandy, ó Fandy
- 1983 — Медсестрички / Sestřičky
- 1983 — Катапульта / Katapult
- 1985 — Сахарный домик / Cukrová bouda
- 1986 — Лев с белой гривой /  Lev s bílou hřívou
- 1988 — Куда, товарищи, куда идете? / Kam, pánové, kam jdete?
- 1989 — Поезд детства и надежды / Vlak dětství a naděje (сериал)

### Сценарист
- 1959 — Пять из миллиона / Pět z miliónu
- 1961 — Каждый грош хорош / Každá koruna dobrá
- 1963 — Транспорт из рая / Transport z raje (в советском прокате «Эшелон из рая»)
- 1964 — Отвага на каждый день / Každý den odvahu
- 1965 — Блуждание / Bloudění

### Режиссёр
- 1965 — Блуждание / Bloudění

## Награды
- 1961 — Медаль президента фестиваля 22-го Венецианского кинофестиваля («Белая голубка»)
- 1962 — премия 15-го Каннского кинофестиваля («Белая голубка»)
- 1962 — «Гран при» Международного кинофестиваля в Монтевидео («Белая голубка»)
- 1963 — «Гран при» Международного кинофестиваля в Локарно («Транспорт из рая»)